# Landkreis Straubing-Bogen
Landkreis Straubing-Bogen är ett distrikt i Niederbayern, Bayern, Tyskland.

## Infrastruktur
Genom distriktet passerar motorvägen A3.